# Taifa del moixerif
La taifa de Minurka fou un estat musulmà que va existir sobre l'illa de Menorca al segle xiii.
L'illa fou atacada per catalans i pisans el 1116 i foren alliberats nombrosos presoners cristians, però en general es pot dir que les relacions entre insulars i les potències foren bones, com demostren els tractats comercials de 1177, 1181, 1184, i 1188.
Minurka, pel fet de la seva insularitat, gaudia de certa autonomia en relació amb Mallorca, i quan aquesta fou conquerida el 1229, Jaume I es va estalviar la seva conquesta signant el tractat de Capdepera, el 1231, pel qual n'obtenia el vassallatge, aquesta situació va permetre que Menorca romangués sota hegemonia musulmana com un estat semiindependent, fins al 1287.
El governador local (anomenat en les cròniques amb el títol de rais o arrais, que vol dir «cap», o almoixerif —al-múixrif—, que corresponia a una de les seves funcions, la de perceptor d'impostos), Abu-Uthman Saïd ibn al-Hàkam, va signar un tractat amb el rei Jaume I, pel qual gaudiria d'autonomia i pagaria la jizya anual. El nou senyor fou conegut pels catalans com moixerif i pels castellans com almojarife, i fou un administrador competent encara que sever, sobretot per causes religioses, i un home de notable cultura. Va governar del 1231 al 1282 i va portar a l'illa a una considerable prosperitat; disposava d'una flota important, però sobretot era considerada en el seu aspecte cultural, com a centre d'una cultura literària refinada, i centre de ciències religioses islàmiques. L'illa servia de punt de trànsit dels musulmans que fugien dels castellans. El moixerif fou un famós poeta que va mantenir correspondència amb altres homes de lletres del seu temps a Tunis, Bugia, Múrcia i Granada.
El seu successor fou al-Hàkam ibn Saïd, que no tenia les qualitats del seu pare. Una flota aragonesa va fer escala a Maó per fer un atac al port de Collo (a la costa algeriana) i el moixerif va advertir a les autoritats d'aquest port, traint el seu rei Alfons el Franc, que quan se'n va assabentar es va irritar. Una flota aragonesa va sortir de Salou el 1286 i va passar el dia de Nadal a la ciutat de Mallorca; el gener de 1287 va ancorar a Maó i van desembarcar per conquerir l'illa, dirigits pel mateix Alfons III. Els musulmans van presentar una defensa aferrissada, però finalment es van haver de rendir. El moixerif, la seva família i els seus fidels van rebre permís per marxar a l'exili a un país musulmà i van sortir en un vaixell genovès cap a Almeria i després a Ceuta, on Said va enterrar el cos del seu pare que s'havia emportat, i llavors es va dirigir a Tunis, però van morir a causa del naufragi del vaixell en una tempesta, prop d'Alger. La major part dels musulmans de Menorca van ser venuts com a esclaus als mercats mediterranis. La família del moixerif i una selecció de persones van poder marxar a territoris de l'Islam, gràcies al perdó del rei o a que van pagar el seu rescat. Una part molt petita va romandre a l'Illa com a esclaus. Menorca va ser repoblada per cristians súbdits de rei.
Posteriorment Menorca va patir atacs i incursions de pirates berberiscos. Els dos més greus van ser el 1536, quan Khayr al-Din Barba-rossa va ocupar Maó i el 1558 quan Piyale Pasha va saquejar la capital Ciutadella de Menorca.